# Discographie de BTS
Le groupe de garçons sud-coréen BTS a sorti neuf albums studio (dont l'un a été réédité sous un titre différent), six albums de compilation et six EP. En décembre 2018, BTS a dépassé les 10 millions d'albums vendus, établissant le record pour atteindre le cap des 10 millions dans le laps de temps le plus court (5 ans et demi) parmi tous les artistes coréens à avoir fait leurs débuts depuis 2013, avec 5 millions de ces albums vendus en Corée du sud en 2018 seulement. En avril 2020, BTS avait vendu plus de 20 millions d'albums physiques en moins de 7 ans, ce qui en fait l'acte coréen le plus vendu de tous les temps.
Le groupe a fait ses débuts en Corée du Sud le 13 juin 2013, avec le single 2 Cool 4 Skool. Ils ont fait un retour en septembre 2013 avec une pièce prolongée, O!RUL8,2?. En février 2014, BTS a sorti sa deuxième pièce étendue, Skool Luv Affair. C'était la première fois que leur album figurait sur le palmarès Billboard World Albums et sur le palmarès japonais Oricon Albums. Une version reconditionnée de l'album, Skool Luv Affair Special Addition est sortie en mai 2014. BTS a sorti son premier album studio, Dark & Wild en août 2014. C'était leur premier album à entrer dans le palmarès américain Top Heatseekers. Pour conclure 2014, BTS a fait ses débuts au Japon en décembre 2014 avec le premier album studio japonais Wake Up. Tous leurs singles japonais — "No More Dream", sorti le 4 juin, "Boy in Luv", sorti le 16 juillet et "Danger", sorti le 19 novembre, sont entrés dans le top 10 du classement Oricon Albums ainsi que dans le Japan Hot 100.
La troisième pièce de théâtre prolongée du groupe, The Most Beautiful Moment in Life, Pt. 1, est sorti en avril 2015. BTS a fait un retour avec sa quatrième pièce prolongée, The Most Beautiful Moment in Life, Pt. 2, en novembre 2015. Pour la première fois, le groupe est entré dans le Billboard 200 à 171 avec l'EP. Il a également dominé les palmarès Billboard Top Heatseekers et World Albums pendant 4 semaines, le plus souvent par un groupe sud-coréen. Leur premier album de compilation, The Most Beautiful Moment in Life: Young Forever est sorti en mai 2016. En septembre 2016, BTS a sorti son deuxième album studio japonais, intitulé Youth, vendu à plus de 44 000 exemplaires le premier jour de sa sortie. C'est devenu le premier album studio du groupe à figurer en tête des classements quotidiens et hebdomadaires des albums Oricon. Pour conclure 2016, le groupe a sorti son deuxième album studio, Wings, en octobre 2016. Il a fait ses débuts à 26 ans sur le Billboard 200, ce qui en fait l'album coréen le mieux classé de l'époque. Son album de reconditionnement, You Never Walk Alone, est sorti en février 2017. Leur cinquième pièce prolongée, Love Yourself: Her, est ensuite sortie en septembre 2017. L'EP s'est ouvert au numéro sept sur le Billboard 200 américain avec 31 000 unités équivalentes à un album, ce qui en fait l'album K-pop le plus populaire du classement et la semaine la plus vendue d'un album K-pop à ce jour.
Leur troisième album studio japonais, Face Yourself, est sorti en avril 2018, et a fait ses débuts au numéro 43 sur le Billboard 200 avec 12 000 unités équivalentes à un album, ce qui en fait le troisième album japonais le mieux classé de l'histoire du palmarès. À peine un mois plus tard, c'est devenu leur premier album japonais à être certifié Platine par le RIAJ, s'étant vendu à plus de 250 000 exemplaires au cours de cette période. Le troisième album studio coréen de BTS, Love Yourself: Tear, est sorti le 18 mai 2018 et a fait ses débuts au numéro un du Billboard 200 américain, devenant ainsi l'album le plus populaire du groupe sur le marché occidental, ainsi que le premier K-pop. album en tête du palmarès des albums américains et de l'album le plus élevé d'un groupe asiatique. BTS avait la deuxième meilleure vente totale d'albums aux États-Unis en 2018 derrière Eminem, et représentait 22,6 % du total des albums vendus en Corée cette année-là. En 2019, le groupe a marqué son troisième numéro un avec Map of the Soul: Persona, le sixième jeu prolongé de BTS, sur le Billboard 200 américain, ce qui en fait le premier groupe depuis les Beatles en 1996 à avoir trois albums numéro un en moins d'un an. L'EP est devenu l'album le plus vendu de l'histoire de la Corée du Sud, vendant près de 3,4 millions d'exemplaires en deux mois. Ce record a ensuite été battu par leur quatrième album studio coréen en 2020, Map of the Soul: 7, qui s'est vendu à 4,1 millions d'exemplaires en moins de neuf jours de sortie et a donné à BTS son quatrième numéro un du Billboard 200 américain.

## Albums

### Albums studios
| Titre                             | Détails de l'album | Meilleures positions | Meilleures positions | Meilleures positions | Meilleures positions | Meilleures positions | Meilleures positions | Meilleures positions | Meilleures positions | Meilleures positions | Ventes |
| Titre                             | Détails de l'album | COR                  | FRA                  | BEL (Flandre)        | BEL (Wallonie)       | CAN                  | JPN                  | UK                   | US                   | US World             | Ventes |
| Coréen                            | Coréen | Coréen               | Coréen               | Coréen               | Coréen               | Coréen               | Coréen               | Coréen               | Coréen               | Coréen               | Coréen |
| --------------------------------- | --- | -------------------- | -------------------- | -------------------- | -------------------- | -------------------- | -------------------- | -------------------- | -------------------- | -------------------- | --- |
| Dark & Wild                       | - Date de sortie : 19 août 2014 - Label : Big Hit Entertainment - Formats : CD, téléchargement numérique                                | 2                    | —                    | 185                  | —                    | —                    | 30                   | —                    | —                    | 3                    | - COR : 480 000 - JPN : 7 000                                                                                 |
| Wings                             | - Date de sortie : 10 octobre 2016 - Label : Big Hit Entertainment - Formats : CD, téléchargement numérique                             | 1                    | 212                  | 72                   | 149                  | 19                   | 7                    | 62                   | 26                   | 1                    | - US : plus de 22 000 - JPN : plus de 18 939 - CHN : plus de 133 800 - COR : plus de 1 110 233                |
| Love Yourself: Tear               | - Date de sortie : 18 mai 2018 - Label : Big Hit Entertainment - Formats : CD, téléchargement numérique                                 | 1                    | 62                   | 6                    | 18                   | 2                    | 3                    | 8                    | 1                    | 1                    | - COR : plus de 2 181 909 · Gaon : 2 Million ( Or) - US : plus de 135 000 - JPN : plus de 100 000 · RIAJ : Or |
| Map of the Soul : 7               | - Date de sortie : 21 février 2020 - Label : Big Hit Entertainment - Formats : CD, téléchargement numérique                             | 1                    | 1                    | 1                    | 2                    | 1                    | 1                    | 1                    | 1                    | 1                    | US: plus de 646 000 FR: plus de 50 000 ( Or) MONDE: plus de 4 millions                                        |
| Be                                | - Date de sortie : 20 novembre 2020 - Label : Big Hit Entertainment - Formats : CD, téléchargement numérique, streaming audio           | A venir              | A venir              | A venir              | A venir              | A venir              | A venir              | A venir              | A venir              | A venir              | A venir |
| Japonais                          | |                      |                      |                      |                      |                      |                      |                      |                      |                      | |
| Wake Up                           | - Date de sortie : 24 décembre 2014 - Label : Pony Canyon - Formats : CD, CD+DVD                                                        | —                    | —                    | —                    | —                    | —                    | 3                    | —                    | —                    | —                    | - JPN : 28 000                                                                                                |
| Youth                             | - Date de sortie : 7 septembre 2016 - Label : Pony Canyon - Formats : CD, CD+DVD                                                        | —                    | —                    | —                    | —                    | —                    | 1                    | —                    | —                    | —                    | - JPN : plus de 100 000 · RIAJ: Or                                                                            |
| Face Yourself                     | - Date de sortie : 4 avril 2018 - Label : Def Jam Japan - Formats : CD, téléchargement numérique                                        | —                    | 75                   | 94                   | —                    | —                    | 1                    | 78                   | 43                   | 1                    | - JPN : plus de 250 000 · RIAJ: Platine                                                                       |
| Map of The Soul : 7 - The Journey | - Date de sortie : 15 juillet 2020 - Label : Def Jam, Virgin - Format CD, CD+DVD, CD+Blu-Ray, téléchargement numérique, streaming audio | —                    | 3                    | 23                   | —                    | 90                   | 1                    | 35                   | 14                   | —                    | - JPN : 634,617 CHN : 91 345 RIAJ : 3 x Platine                                                               |

### Mini-albums
| O!RUL8,2?                                                                          | - Date de sortie : 11 septembre 2013 - Label : Big Hit Entertainment - Formats : CD, téléchargement numérique | 4 | —  | —   | —   | —  | —   | - COR : plus de 246 049 - JPN : plus de 1 148                       |
| Skool Luv Affair                                                                   | - Date de sortie : 12 février 2014 - Label : Big Hit Entertainment - Formats : CD, téléchargement numérique   | 1 | —  | 150 | 187 | 32 | —   | - COR : plus de 374 100 - JPN : plus de 9 080                       |
| The Most Beautiful Moment in Life, Part 1                                          | - Date de sortie : 29 avril 2015 - Label : Big Hit Entertainment - Formats : CD, téléchargement numérique     | 1 | —  | 186 | 180 | 24 | —   | - COR : plus de 517 805 - JPN : plus de 12 061 - US : plus de 2 000 |
| The Most Beautiful Moment in Life, Part 2                                          | - Date de sortie : 30 novembre 2015 - Label : Big Hit Entertainment - Formats : CD, téléchargement numérique  | 1 | —  | —   | —   | 15 | 171 | - COR : plus de 620 413 - JPN : plus de 16 358 - US : plus de 5 000 |
| Love Yourself: Her                                                                 | - Date de sortie : 18 septembre 2017 - Label : Big Hit Entertainment - Formats : CD, téléchargement numérique | 1 | 83 | 18  | 51  | 1  | 7   | - COR : plus de 2 196 464 - JPN : plus de 69 075 - US : plus de     |
| Map of the Soul: Persona                                                           | - Date de sortie : 12 avril 2019 - Label : Big Hit Entertainment - Formats : CD, téléchargement numérique     | 1 | 5  | 3   | 16  | 2  | 1   | - COR : plus de 3 718 230 · 3 Million ( Or)                         |
| "—" signifie que l'album ne s'est pas classé ou n'est pas sorti dans cette région. | |   |    |     |     |    |     |                                                                     |

### Rééditions
| Titre                                                             | Détails de l'album                                                                                          | Meilleures positions | Meilleures positions | Meilleures positions | Meilleures positions | Meilleures positions | Meilleures positions | Ventes                    |
| Titre                                                             | Détails de l'album                                                                                          | COR                  | JPN                  | US                   | US Heat              | US Indie             | US World             | Ventes                    |
| ----------------------------------------------------------------- | --- | -------------------- | -------------------- | -------------------- | -------------------- | -------------------- | -------------------- | ------------------------- |
| Skool Luv Affair Special Addition (réédition de Skool Luv Affair) | - Date de sortie : 14 mai 2014 - Label : Big Hit Entertainment - Formats : CD, téléchargement numérique     | 89                   | —                    | —                    | —                    | —                    | —                    | - COR : plus de 14 852    |
| You Never Walk Alone (réédition de Wings)                         | - Date de sortie : 13 février 2017 - Label : Big Hit Entertainment - Formats : CD, téléchargement numérique | 1                    | —                    | 61                   | —                    | 19                   | 1                    | - COR : plus de 1 003 252 |

### Compilations
| 2 Cool 4 Skool / O!RUL8,2?                                                         | - Date de sortie : 23 avril 2014 - Label : Pony Canyon - Format : CD + DVD                               | — | —  | 58 | — | —   | —  | —  | — | - JPN : plus de 1 627                                                                       |
| The Best of BTS (Japan Edition)                                                    | - Date de sortie : 6 janvier 2017 - Label : Pony Canyon - Format : CD + DVD                              | — | —  | —  | — | —   | —  | —  | — | - JPN : plus de                                                                             |
| Coréen                                                                             | |   |    |    |   |     |    |    |   |                                                                                             |
| The Most Beautiful Moment in Life: Young Forever                                   | - Date de sortie : 2 mai 2016 - Label : Big Hit Entertainment - Formats : CD, téléchargement numérique   | 1 | 99 | 7  | 1 | 107 | 10 | 42 | 2 | - COR : plus de 723 466 - CHN : plus de 149 065 - JPN : plus de 15 610 - US : plus de 6 000 |
| The Best of BTS (Korea Edition)                                                    | - Date de sortie : 6 janvier 2017 - Label : Pony Canyon - Format : CD + DVD                              | — | —  | —  | — | —   | —  | —  | — | - JPN : plus de                                                                             |
| Love Yourself: Answer                                                              | - Date de sortie : 24 août 2018 - Label : Big Hit Entertainment - Formats : CD, téléchargement numérique | 1 |    |    |   |     |    |    |   | - COR : plus de 2 561 378 · Gaon : 2 Million ( Or)                                          |
| "—" signifie que l'album ne s'est pas classé ou n'est pas sorti dans cette région. | |   |    |    |   |     |    |    |   |                                                                                             |

### Album single
| Titre                     | Détails de l'album | Meilleures positions | Meilleures positions | Ventes                           |
| Titre                     | Détails de l'album | COR                  | JPN                  | Ventes                           |
| Coréen                    | Coréen | Coréen               | Coréen               | Coréen                           |
| ------------------------- | --- | -------------------- | -------------------- | -------------------------------- |
| 2 Cool 4 Skool            | - Date de sortie : 12 juin 2013 - Label : Big Hit Entertainment - Formats : CD, téléchargement numérique                                      | 5                    | —                    | COR : plus de 231 523            |
| Japonais                  | |                      |                      |                                  |
| No More Dream             | - Date de sortie : 4 juin 2014 - Label : Pony Canyon - Formats : CD, CD+DVD                                                                   | —                    | 8                    | JPN : 39 000                     |
| Boy In Luv                | - Date de sortie : 16 juin 2014 - Label : Pony Canyon - Formats : CD, CD+DVD                                                                  | —                    | 4                    | JPN : 49 000                     |
| Danger                    | - Date de sortie : 19 novembre 2014 - Label : Pony Canyon - Formats : CD, CD+DVD                                                              | —                    | 5                    | JPN : 56 000                     |
| For You                   | - Date de sortie : 17 juin 2015 - Label : Pony Canyon - Formats : CD, CD+DVD                                                                  | —                    | 1                    | JPN : 86 000 RIAJ : Or           |
| I Need U                  | - Date de sortie : 8 décembre 2015 - Label : Pony Canyon - Formats : CD, CD+DVD                                                               | —                    | 3                    | JPN : 109 000 RIAJ : Or          |
| Run                       | - Date de sortie : 15 mars 2016 - Label : Pony Canyon - Formats : CD, CD+DVD                                                                  | —                    | 2                    | JPN : 136 000 RIAJ : Or          |
| Chi, Ase, Namida          | - Date de sortie : 10 mai 2017 - Labels : Universal Music Japan, Def Jam Recordings - Formats : CD, CD+DVD, téléchargement numérique          | —                    | 1                    | JPN : 273 000 RIAJ : Platine     |
| MIC Drop/DNA/Crystal Snow | - Date de sortie : 6 décembre 2017 - Labels : Def Jam, Virgin - Formats : CD, CD+DVD, CD+Blu-Ray, téléchargement numérique et streaming audio | —                    | 1                    | JPN : 401 000 RIAJ : 2 x Platine |
| Fake Love/Airplane Pt.2   | - Date de sortie : 7 novembre 2018 - Labels : Def Jam, Virgin - Formats : CD, CD+DVD, téléchargement numérique et streaming audio             | —                    | 1                    | JPN : 481 000 RIAJ : 2 x Platine |
| Lights/Boy With Luv       | - Date de sortie : 3 juillet 2019 - Labels : Def Jam, Virgin - Formats : CD, CD+DVD, téléchargement numérique et streaming audio              | —                    | 1                    | RIAJ : Million                   |

### Ventes annuelles
| Année | Corée du Sud Gaon |
| ----- | ----------------- |
| 2013  | 58 471            |
| 2014  | 218 174           |
| 2015  | 563 022           |
| 2016  | 1 458 644         |
| 2017  | 2 721 357         |
| 2018  | 5 150 410         |
| 2019  | 6 218 254         |
| 2020  | 9 332 212         |
| Total | 16 388 332        |

## Singles

### Singles coréens
| Année | Titre                       | Meilleures positions | Meilleures positions | Meilleures positions | Meilleures positions | Meilleures positions | Meilleures positions | Meilleures positions | Meilleures positions | Meilleures positions | Album                                            |
| Année | Titre                       | COR                  | JAP                  | AUS                  | ALL                  | FRA                  | GBR                  | CAN                  | USA                  | MON                  | Album                                            |
| --- | --------------------------- | -------------------- | -------------------- | -------------------- | -------------------- | -------------------- | -------------------- | -------------------- | -------------------- | -------------------- | ------------------------------------------------ |
| 2013 | No More Dream               | —                    | —                    | —                    | —                    | —                    | —                    | —                    | —                    | NC*                  | 2 Cool 4 Skool                                   |
| 2013 | N.O                         | 92                   | —                    | —                    | —                    | —                    | —                    | —                    | —                    | NC*                  | O!RUL8,2?                                        |
| 2014 | Boy In Luv (상남자)         | 45                   | —                    | —                    | —                    | —                    | —                    | —                    | —                    | NC*                  | Skool Luv Affair                                 |
| 2014 | Miss Right                  | 43                   | —                    | —                    | —                    | —                    | —                    | —                    | —                    | NC*                  | Skool Luv Affair Special Addition                |
| 2014 | Danger                      | 58                   | —                    | —                    | —                    | —                    | —                    | —                    | —                    | NC*                  | Dark and Wild                                    |
| 2015 | I Need U                    | 5                    | —                    | —                    | —                    | —                    | —                    | —                    | —                    | NC*                  | The Most Beautiful Moment in Life, Part 1        |
| 2015 | Run                         | 8                    | —                    | —                    | —                    | —                    | —                    | —                    | —                    | NC*                  | The Most Beautiful Moment in Life, Part 2        |
| 2016 | Fire (불타오르네)           | 7                    | 30                   | —                    | —                    | —                    | —                    | —                    | —                    | NC*                  | The Most Beautiful Moment in Life: Young Forever |
| 2016 | Blood Sweat & Tears         | 1                    | 18                   | —                    | —                    | 168                  | —                    | 86                   | —                    | NC*                  | Wings                                            |
| 2017 | Spring Day (봄날)           | 1                    | 60                   | —                    | —                    | —                    | —                    | 100                  | —                    | NC*                  | You Never Walk Alone                             |
| 2017 | Not Today                   | 6                    | 23                   | —                    | —                    | —                    | —                    | 77                   | —                    | NC*                  | You Never Walk Alone                             |
| 2017 | DNA                         | 2                    | 5                    | 99                   | —                    | —                    | 90                   | 47                   | 67                   | NC*                  | Love Yourself 承 'Her'                           |
| 2017 | Mic Drop                    | 17                   | 24                   | 50                   | 71                   | —                    | 46                   | 37                   | 28                   | NC*                  | Love Yourself 承 'Her'                           |
| 2018 | Fake Love                   | 1                    | 5                    | 36                   | 56                   | 116                  | 42                   | 22                   | 10                   | NC*                  | Love Yourself 轉 'Tear'                          |
| 2018 | Idol (feat. Nicki Minaj)    | 1                    | 11                   | 35                   | 43                   | 103                  | 21                   | 5                    | 11                   | NC*                  | Love Yourself 結 'Answer'                        |
| 2019 | Boy With Luv (feat. Halsey) | 1                    | 7                    | 10                   | 47                   | 114                  | 13                   | 7                    | 8                    | NC*                  | Map of the Soul: Persona                         |
| 2020 | Black Swan                  | 7                    | 31                   | 87                   | 77                   | 117                  | 46                   | 63                   | 57                   | NC*                  | Map of the Soul: 7                               |
| 2020 | On                          | 1                    | 8                    | 29                   | 36                   | 51                   | 21                   | 18                   | 4                    | NC*                  | Map of the Soul: 7                               |
| 2020 | Life Goes On                | 3                    | 10                   | 27                   | 37                   | 80                   | 10                   | 8                    | 1                    | 1                    | BE                                               |
| 2022 | Yet to Come                 | 4                    | 1                    | 17                   | 63                   | 161                  | 27                   | 16                   | 13                   | 2                    | Proof                                            |
| 2023 | Take Two                    | 11                   | 6                    | 60                   | —                    | 168                  | 59                   | 49                   | 48                   | 1                    | Hors album                                       |
| "—" indique que le titre ne s'est pas classé dans cette région. * Note : le Billboard Global 200 n'a été introduit qu'en septembre 2020 |                             |                      |                      |                      |                      |                      |                      |                      |                      |                      |                                                  |

### Singles anglais
| Année                                                           | Titre                                          | Meilleures positions | Meilleures positions | Meilleures positions | Meilleures positions | Meilleures positions | Meilleures positions | Meilleures positions | Meilleures positions | Meilleures positions | Album                        |
| Année                                                           | Titre                                          | COR                  | JAP                  | AUS                  | ALL                  | FRA                  | GBR                  | CAN                  | USA                  | MON                  | Album                        |
| --------------------------------------------------------------- | ---------------------------------------------- | -------------------- | -------------------- | -------------------- | -------------------- | -------------------- | -------------------- | -------------------- | -------------------- | -------------------- | ---------------------------- |
| 2020                                                            | Dynamite                                       | 1                    | 2                    | 2                    | 8                    | 18                   | 3                    | 2                    | 1                    | 1                    | BE                           |
| 2021                                                            | Butter                                         | 1                    | 1                    | 6                    | 6                    | 7                    | 3                    | 2                    | 1                    | 1                    | Butter / Permission to Dance |
| 2021                                                            | Permission to Dance                            | 2                    | 1                    | 6                    | 23                   | 70                   | 16                   | 10                   | 1                    | 1                    | Butter / Permission to Dance |
| 2021                                                            | My Universe (avec Coldplay)                    | 2                    | 3                    | 7                    | 13                   | 33                   | 3                    | 9                    | 1                    | 1                    | Music of the Spheres         |
| 2022                                                            | Bad Decisions (avec Benny Blanco & Snoop Dogg) | 82                   | 33                   | 31                   | 89                   | 177                  | 53                   | 31                   | 10                   | 6                    | Hors album                   |
| "—" indique que le titre ne s'est pas classé dans cette région. |                                                |                      |                      |                      |                      |                      |                      |                      |                      |                      |                              |

### Singles japonais
| Année                                                                            | Titre                                            | Meilleures positions | Meilleures positions | Album                             |
| Année                                                                            | Titre                                            | JAP Phy.             | JAP Hot              | Album                             |
| -------------------------------------------------------------------------------- | ------------------------------------------------ | -------------------- | -------------------- | --------------------------------- |
| 2014                                                                             | No More Dream (Japanese Ver.)                    | 8                    | 6                    | Wake Up                           |
| 2014                                                                             | Boy In Luv (Japanese Ver.)                       | 4                    | 4                    | Wake Up                           |
| 2014                                                                             | Danger (Japanese Ver.)                           | 5                    | 9                    | Wake Up                           |
| 2015                                                                             | For You                                          | 1                    | 1                    | Youth                             |
| 2015                                                                             | I Need U (Japanese Ver.)                         | 3                    | 4                    | Youth                             |
| 2016                                                                             | Run (Japanese Ver.)                              | 2                    | 2                    | Youth                             |
| 2017                                                                             | Blood Sweat & Tears (Japanese Ver.) (血、汗、涙) | 1                    | 1                    | Face Yourself                     |
| 2017                                                                             | Mic Drop (Japanese Ver.)                         | 1                    | 1                    | Face Yourself                     |
| 2017                                                                             | DNA (Japanese Ver.)                              | 1                    | 10                   | Face Yourself                     |
| 2017                                                                             | Crystal Snow                                     | 1                    | 19                   | Face Yourself                     |
| 2018                                                                             | Don't Leave Me                                   | —                    | —                    | Face Yourself                     |
| 2018                                                                             | Fake Love (Japanese Ver.)                        | 1                    | 1                    | Map of the Soul : 7 ~The Journey~ |
| 2018                                                                             | Airplane Pt.2 (Japanese Ver.)                    | 1                    | 25                   | Map of the Soul : 7 ~The Journey~ |
| 2019                                                                             | Lights                                           | 1                    | 1                    | Map of the Soul : 7 ~The Journey~ |
| 2019                                                                             | Boy With Luv (Japanese Ver.)                     | 1                    | 17                   | Map of the Soul : 7 ~The Journey~ |
| 2020                                                                             | Stay Gold                                        | —                    | 12                   | Map of the Soul : 7 ~The Journey~ |
| 2020                                                                             | Your Eyes Tell                                   | —                    | 8                    | Map of the Soul : 7 ~The Journey~ |
| 2021                                                                             | Film Out                                         | —                    | 2                    | BTS, the Best                     |
| "—" indique que le single ne s'est pas classé ou n'est pas sorti dans ce format. |                                                  |                      |                      |                                   |

## Autres chansons classées
| Titre                                                  | Année | Meilleure position (hebdomadaire) | Meilleure position (hebdomadaire) | Ventes          | Album                                            |
| Titre                                                  | Année | KOR Gaon                          | US World                          | Ventes          | Album                                            |
| ------------------------------------------------------ | ----- | --------------------------------- | --------------------------------- | --------------- | ------------------------------------------------ |
| "Intro: 화양연화 (The Most Beautiful Moment in Life)"  | 2015  | 68                                |                                   | Plus de 18 177  | The Most Beautiful Moment in Life, Part 1        |
| "잡아줘 (Hold Me Tight)"                               | 2015  | 32                                |                                   | Plus de 32 125  | The Most Beautiful Moment in Life, Part 1        |
| "Skit: Expectation!"                                   | 2015  | 87                                |                                   | Plus de 15 095  | The Most Beautiful Moment in Life, Part 1        |
| "흥탄소년단 (Boyz With Fun)"                           | 2015  | 42                                |                                   | Plus de 24 865  | The Most Beautiful Moment in Life, Part 1        |
| "Converse High"                                        | 2015  | 38                                |                                   | Plus de 27 734  | The Most Beautiful Moment in Life, Part 1        |
| "이사 (Moving On)"                                     | 2015  | 54                                |                                   | Plus de 20 788  | The Most Beautiful Moment in Life, Part 1        |
| "Outro: Love Is Not Over"                              | 2015  | 57                                |                                   | Plus de 20 143  | The Most Beautiful Moment in Life, Part 1        |
| "Intro: Never Mind"                                    | 2015  | 48                                |                                   | Plus de 44 443  | The Most Beautiful Moment in Life, Part 2        |
| "Butterfly"                                            | 2015  | 12                                |                                   | Plus de 115 630 | The Most Beautiful Moment in Life, Part 2        |
| "Whalien 52"                                           | 2015  | 28                                |                                   | Plus de 60 001  | The Most Beautiful Moment in Life, Part 2        |
| "Ma City"                                              | 2015  | 30                                |                                   | Plus de 56 078  | The Most Beautiful Moment in Life, Part 2        |
| "뱁새 (Silver Spoon)"                                  | 2015  | 39                                |                                   | Plus de 50 309  | The Most Beautiful Moment in Life, Part 2        |
| "SKIT: One night in a strange city"                    | 2015  | 62                                |                                   | Plus de 32 799  | The Most Beautiful Moment in Life, Part 2        |
| "고엽 (Autumn Leaves)"                                 | 2015  | 29                                |                                   | Plus de 57 135  | The Most Beautiful Moment in Life, Part 2        |
| "Outro: House Of Cards"                                | 2015  | 44                                |                                   | Plus de 47 240  | The Most Beautiful Moment in Life, Part 2        |
| "Butterfly (Prologue Mix)"                             | 2016  | 29                                |                                   | Plus de 40 604  | The Most Beautiful Moment in Life: Young Forever |
| "House of Cards (Full Length Edition)"                 | 2016  | 28                                |                                   | Plus de 40 749  | The Most Beautiful Moment in Life: Young Forever |
| "Love Is Not Over (Full Length Edition)"               | 2016  | 27                                |                                   | Plus de 40 996  | The Most Beautiful Moment in Life: Young Forever |
| "I Need U (Urban Mix)"                                 | 2016  | 54                                |                                   | Plus de 30 063  | The Most Beautiful Moment in Life: Young Forever |
| "I Need U (Remix)"                                     | 2016  | 67                                |                                   | Plus de 24 857  | The Most Beautiful Moment in Life: Young Forever |
| "Run (Ballad Mix)"                                     | 2016  | 35                                |                                   | Plus de 36 124  | The Most Beautiful Moment in Life: Young Forever |
| "Run (Alternative Mix)"                                | 2016  | 78                                |                                   | Plus de 22 709  | The Most Beautiful Moment in Life: Young Forever |
| "Butterfly (Alternative Mix)"                          | 2016  | 74                                |                                   | Plus de 23 073  | The Most Beautiful Moment in Life: Young Forever |
| "Intro: Boy Meets Evil"                                | 2016  | 31                                |                                   | Plus de 54 404  | Wings                                            |
| "Begin (solo de Jungkook)"                             | 2016  | 16                                |                                   | Plus de 90 526  | Wings                                            |
| "Lie (solo de Jimin)"                                  | 2016  | 10                                |                                   | Plus de 114 691 | Wings                                            |
| "Stigma (solo de V)"                                   | 2016  | 13                                |                                   | Plus de 96 222  | Wings                                            |
| "First Love (solo de Suga)"                            | 2016  | 18                                |                                   | Plus de 88 562  | Wings                                            |
| "Reflection (solo de RM)"                              | 2016  | 23                                |                                   | Plus de 82 068  | Wings                                            |
| "MAMA (solo de J-Hope)"                                | 2016  | 22                                |                                   | Plus de 83 332  | Wings                                            |
| "Awake (solo de Jin)"                                  | 2016  | 17                                |                                   | Plus de 90 778  | Wings                                            |
| "Lost"                                                 | 2016  | 14                                |                                   | Plus de 97 315  | Wings                                            |
| "BTS Cypher 4"                                         | 2016  | 25                                |                                   | Plus de 77 852  | Wings                                            |
| "Am I Wrong"                                           | 2016  | 21                                |                                   | Plus de 93 244  | Wings                                            |
| "21세기 소녀 (21st Century Girl)"                      | 2016  | 15                                |                                   | Plus de 104 453 | Wings                                            |
| "둘! 셋! (그래도 좋은 날이 더 많기를)(Two! Three!...)" | 2016  | 20                                |                                   | Plus de 88 589  | Wings                                            |
| "Interlude: Wings"                                     | 2016  | 30                                |                                   | Plus de 55 318  | Wings                                            |
| "Outro: Wings"                                         | 2017  | 12                                |                                   | Plus de 78 261  | You Never Walk Alone                             |
| "A Supplementary Story: You Never Walk Alone"          | 2017  | 8                                 |                                   | Plus de 87 532  | You Never Walk Alone                             |
| "Intro: Serendipity"                                   | 2017  | 15                                |                                   | Plus de 96 524  | Love Yourself: Her                               |
| "Best of Me"                                           | 2017  | 6                                 |                                   | Plus de 282 888 | Love Yourself: Her                               |
| "보조개 (Dimple)"                                      | 2017  | 8                                 |                                   | Plus de 119 469 | Love Yourself: Her                               |
| "Pied Piper"                                           | 2017  | 13                                |                                   | Plus de 106 966 | Love Yourself: Her                               |
| "Skit: Billboard Music Awards Speech"                  | 2017  | 19                                |                                   | Plus de 55 944  | Love Yourself: Her                               |
| "MIC Drop"                                             | 2017  | 14                                |                                   | Plus de 337 136 | Love Yourself: Her                               |
| "고민보다 Go (Go Go)"                                  | 2017  | 11                                |                                   | Plus de 434 749 | Love Yourself: Her                               |
| "Outro: Her"                                           | 2017  | 17                                |                                   | Plus de 88 268  | Love Yourself: Her                               |

## BTS Festa
| Année | Titre                                               | Interprètes       |
| ----- | --------------------------------------------------- | ----------------- |
| 2015  | Hug Me (Cover)                                      | V & j-hope        |
| 2015  | We Are Bulletproof Pt.1                             | BTS               |
| 2016  | 알아요 (I Know)                                     | JK & RM           |
| 2016  | Young Forever (Unplugged Ver.)                      | BTS               |
| 2017  | We Don't Talk Anymore Pt.2 (cover)                  | JK & Jimin        |
| 2017  | 네시 (4 O'CLOCK)                                    | RM & V            |
| 2017  | So far Away                                         | Suga, JK & Jin    |
| 2018  | 봄날 (Spring Day) (Brit Rock Remix)                 | BTS               |
| 2018  | 가을 우체국 앞에서 (Autumn Outside the Post Office) | Jin               |
| 2018  | 땡 (Ddaeng)                                         | RM, Suga & j-hope |
| 2019  | 이 밤 (Tonight)                                     | Jin               |
| 2019  | Euphoria (DJ Swivel Forever Mix)                    | JK                |